# Габуния, Леонид Калистратович
Леонид Калистратович Габуния (груз. ლეონიდე კალისტრატეს ძე გაბუნია; 13 сентября 1920, Иркутск — 8 мая 2001, Тбилиси) — советский и грузинский палеонтолог, академик АН Грузинской ССР (1969—91).

## Биография
Родился Леонид Габуния 13 сентября 1920 года в Иркутске в семье геолога Калистрата Габуния.
В 1933 году у Леонида родился младший брат Нодар, который решил не идти по стопам отца и старшего брата — он стал композитором и ректором Тбилисской консерватории. Детство у братьев Габуния было очень трудным, ибо в 1937 году их отец тяжёло заболел и безвременно скончался. После смерти отца воспитание Нодара Габуния легло на Леонида. Не прошло и года после смерти отца, как Леонид решил поступать на горный факультет Грузинского индустриального института, который он окончил в 1943 году.
С 1947 по 1951 год работал в Институте геологии и минералогии[уточнить].
В 1951—1977 годы работал в Институте палеобиологии[уточнить], где занимал научные должности. В 1977 году был избран директором института.
В конце 1990-х годов тяжело заболел его младший брат Нодар, он проходил курс лечения в Амстердаме, где и скончался 31 августа 2000 года. Гроб с телом Нодара Габуния был переправлен в Тбилиси и предан земле. Леонид Габуния пережил своего младшего брата ненадолго, он скончался в 2001 году в Тбилиси.

## Награды и премии
- Орден Чести (Грузия)

## Членство в обществах
- Всесоюзное палеонтологическое общество
- 1970 — Американское общество палеонтологии позвоночных.

## Научные работы
Основные научные работы посвящены исследованию гиппарионовой фауны, бенарской фауны олигоценовых позвоночных, беломечетской фауны среднемиоценовых млекопитающих, изучению следов динозавров, проблемам вымирания и прогресса в палеобиологии.
Основные публикации:
- Габуния Л. К. К истории гиппарионов.— М.: Изд-во АН СССР, 1959.— 570 с.
- Габуния Л. К. Вымершие и вымирающие виды.— М.: Изд-во Знание.